# Кастанеда (Граубюнден)
Кастанеда (італ. Castaneda) — громада  в Швейцарії в кантоні Граубюнден, регіон Моеза.

## Географія
Громада розташована на відстані близько 155 км на південний схід від Берна, 75 км на південний захід від Кура.
Кастанеда має площу 4 км², з яких на 4,6% дозволяється будівництво (житлове та будівництво доріг), 4,1% використовуються в сільськогосподарських цілях, 81,2% зайнято лісами, 10,2% не є продуктивними (річки, льодовики або гори).

## Демографія
2019 року в громаді мешкало 274 особи (+17,6% порівняно з 2010 роком), іноземців було 15,3%. Густота населення становила 69 осіб/км².
За віковим діапазоном населення розподілялося таким чином: 13,5% — особи молодші 20 років, 56,2% — особи у віці 20—64 років, 30,3% — особи у віці 65 років та старші. Було 136 помешкань (у середньому 2 особи в помешканні).
Із загальної кількості 98 працюючих 9 було зайнятих в первинному секторі, 5 — в обробній промисловості, 84 — в галузі послуг.